# Enrico Dandolo
Enrico Dandolo (in latino Henricus Dandolus; Venezia, 1107 circa – Costantinopoli, maggio 1205) è stato un politico e militare italiano che fu il 41º doge della Repubblica di Venezia, eletto a tardissima età, il 21 giugno 1192. Sfruttando al massimo l'occasione offerta dalla Quarta crociata, riuscì prima a riconquistare Zara e poi a prendere Costantinopoli, gettando le basi dell'impero coloniale veneziano.
Celebrato come uno dei più importanti dogi della Storia della Repubblica di Venezia, fu il primo della sua famiglia ad accedere al dogado, al termine di una carriera politica della quale conosciamo poco e comunque nulla di precedente al 1170.

## Biografia

### Famiglia e primi anni
Enrico apparteneva alla famiglia Dandolo, una delle casate patrizie veneziane di più antica memoria (c.d. "Case vecchie"), nel gruppo delle c.d. "famiglie evangeliche", le cui proprietà da tempo si concentravano sull'isola di San Luca. Ci restano sconosciuti, per il silenzio delle fonti note, sia il nome del padre sia il nome e il casato della madre, seppur lo storico anglossassone Thomas F. Madden ipotizzi nel giurista Vitale Dandolo il padre del nostro. Nato sotto il dogato di Ordelaffo Falier (1102-1117), durante la sua giovinezza i Dandolo strinsero una fruttuosa alleanza politica con le famiglie Polani e i Badoer, anch'esse "evangeliche", che li portò a rivestire un ruolo politico di primo piano. Enrico ebbe due fratelli, Andrea, ben attestato da varie fonti, e Giovanni.
Gli anni tra il 1122 e il 1126 furono, per Venezia e le sue famiglie patrizie, contrassegnati dalla Prima guerra veneto-bizantina e dall'intervento in Terrasanta, conclusisi con un rafforzamento dell'espansione commerciale nel Levante, sancita dalla Crisobolla (1126) del basileus Giovanni II Comneno. Il culmine dell'attività politica dei Dandolo in quegli anni venne raggiunto nel 1130, con l'elezione di Enrico Dandolo, zio del nostro, a patriarca di Grado, quasi contestuale all'incoronazione ducale di Pietro Polani. L'intreccio tra le due famiglie venne ulteriormente rafforzato dalla nomina di Domenico Dandolo, nonno del nostro, a giudice e gastaldo ducale, bilanciata dall'elezione di Giovanni Polani a vescovo di Olivolo nel 1133.
La situazione cambiò dopo il 1141, quando il vescovo Polani ed il patriarca Dandolo entrarono in contrasto per questioni di giurisdizione ecclesiastica. L'incrinarsi dei rapporti portò nel 1143 ad un aperto contrasto tra il patriarca ed il doge. Nel 1145 la famiglia di Enrico incassò il supporto della famiglia Badoer, ma quando due anni dopo, nel 1147, lo zio si pronunciò su basi religiose contro l'alleanza in chiave anti-normanna tra Venezia e Bisanzio, andando contro gli interessi cittadini, il patriarca venne esiliato e le proprietà di famiglia rase al suolo per ordine del Doge, il quale morì però poco dopo a Caorle, mentre si apprestava a salpare con la flotta.
A quell'epoca Enrico era già quarantenne, sposato in prime nozze con la patrizia Felicita Bembo, dall'unione con la quale era nato Renier, la cui figlia, Anna Dandola, avrebbe sposato il re di Serbia Stefano Prvovenčani.
Nel 1151 la pace con la famiglia Polani venne siglata dal matrimonio tra il fratello di Enrico, Andrea, con una rampolla Polani, Primera. Anche Enrico contrasse un nuovo matrimonio, sposando, dopo la morte di Felicita, Contessa Minotto, dalla quale ebbe altri tre figli: Fantino (futuro patriarca latino di Costantinopoli), Vitale e Marino.

### La missione a Costantinopoli e la perdita della vista
Anche Enrico, come gli altri fratelli, si impegnò nel commercio tra Venezia, Costantinopoli ed Alessandria d'Egitto, ma di fatto nulla di certo sappiamo di lui sino al 1170, quando il doge Vitale II Michiel nominò bailo a Costantinopoli il sessantasettenne Dandolo. Qui Enrico giunse accompagnato dal fratello Giovanni, dopo aver lasciato l'amministrazione dei beni di famiglia alla moglie e a tale Filippo Falier della parrocchia di San Tomà, venendo ricevuto dall'imperatore Manuele I Comneno, che gli concesse anche il titolo onorifico di protosevasto. Il 21 marzo 1171, però, il basileus decise improvvisamente di porre fine al dilagante controllo commerciale veneziano ordinando l'immediato arresto di tutti i Veneziani presenti nei territori bizantini (10.000 residenti nella sola colonia di Costantinopoli) e la confisca dei loro beni e delle loro navi. Venezia reagì scatenando la Seconda guerra veneto-bizantina. Di fronte alla devastazione dei propri possedimenti greci, l'Imperatore si mostrò disponibile a scendere a trattative, delle quali venne incaricato lo stesso Enrico Dandolo, assieme ai patrizi Sebastiano Ziani e Orio Mastropiero. Il lungo e pretestuoso protrarsi delle discussioni portò però al diffondersi della pestilenza nella flotta veneziana e al fallimento della missione.
Stando alle cronache, nel corso di questi torbidi momenti, Enrico Dandolo avrebbe perso parzialmente o totalmente la vista: in occasione della fuga da Bisanzio o nel corso di un'accesa discussione con l'Imperatore, sarebbe rimasto cieco da un occhio o forse da entrambi. L'immagine del doge "martire" prima del dogado piacque e alimentò aneddoti ma, nei fatti, i problemi di vista del nostro divennero una vera e propria inabilità solo più avanti.

### Gli anni alla corte ducale
Al rientro a Venezia, lo Ziani ed il Mastropiero risultarono coinvolti in una rivolta che rovesciò il doge Vitale II, assassinato davanti alla chiesa di San Zaccaria da un certo Marco Casolo. Gli successe lo stesso Ziani, allora settantenne, tra i cui elettori figurava il padre di Enrico Dandolo, Vitale; Ziani si premunì di giustiziare rapidamente l'assassino e di inviare Vitale Dandolo a Costantinopoli a trattare la pace con l'imperatore Manuele, mentre Enrico Dandolo venne inviato due volte come ambasciatore presso Guglielmo II di Sicilia per stringere alleanza contro i Bizantini. Lo Ziani avviò al contempo un'epoca di profondi mutamenti costituzionali che portarono alla nascita del Commune Veneciarum ed alla progressiva riduzione del potere del doge e della concione popolare in favore delle assemblee comunali, come il Maggior ed il Minor Consiglio e la Quarantia.
Questi anni vennero segnati, per l'ormai settantenne Enrico Dandolo, da viaggi in Oriente (es. Alessandria d'Egitto, uno degli snodi fondamentali della rotta delle spezie mediterranea), dove crescevano gli interessi di famiglia, tanto da divenire a quel tempo visconte di Tiro Giovanni Dandolo, forse figlio del fratello Andrea. Nel 1174, alla morte del padre, Enrico assunse il ruolo di pater familias, rafforzato dalla stipula con i fratelli di una fraterna, un particolare contratto che permetteva di mantenere l'unione legale e patrimoniale della famiglia. Nel 1175, l'alleanza stipulata dal Dandolo, ambasciatore presso Guglielmo II di Sicilia, con i Normanni spinse infine il basileus Manuele a restituire ai Veneziani i loro beni ed i loro diritti nell'Impero.
Alla morte di Sebastiano Ziani, nel 1178, Enrico Dandolo era uno dei personaggi più in vista della città, scelto tra gli elettori ducali che nominarono nuovo doge Orio Mastropiero. Tuttavia, a seguito del probabile aggravarsi dei problemi di vista, Enrico Dandolo non ricevette dal Mastropiero alcun incarico di corte, mentre ben presto anche i fratelli sciolsero la fraterna, separando i patrimoni familiari nel 1181. In quello stesso anno, però, si offrì al Dandolo una nuova occasione. Dopo che la reggenza in Oriente di Andronico I Comneno per il giovane nipote Alessio II venne inaugurata da un nuovo massacro di Latini a Costantinopoli, Enrico Dandolo venne scelto nel 1183 per riallacciare i rapporti diplomatici con i Bizantini. Lasciò dunque l'amministrazione dei propri beni alla moglie Contessa, al fratello Andrea e all'amico Filippo Falier, apprestandosi a partire. L'anno dopo (1184), Enrico tornò a Bisanzio, accompagnato questa volta da Pietro Ziani e Domenico Sanudo, coi quali giunse alla corte imperiale di Andronico I, oramai sbarazzatosi del giovane nipote Alessio e rimasto unico imperatore. In cambio del sostegno veneziano contro i numerosi nemici che aggredivano Bisanzio, Andronico concesse l'ampliamento dei diritti commerciali veneziani.
Ad occuparsi e a recuperare i numerosi interessi familiari in Oriente era con Enrico a Costantinopoli anche il fratello Giovanni, incaricato in particolare di amministrare le cospicue proprietà dell'anziano zio patriarca, che era uno dei maggiori possidenti veneziani di Costantinopoli. Giovanni riportò nel 1184 una cospicua quantità di ricchezze dalla chiusura di numerosi contratti d'affitto dello zio, il quale morì poi di lì a poco nel 1188.
Nel 1191 Enrico Dandolo venne incaricato di un nuovo delicato intervento diplomatico a Ferrara. Nel 1192, l'ormai anziano doge Mastropiero abdicò e si ritirò nel monastero di Santa Croce, ove spirò di lì a poco e fu sepolto nella chiesa del convento. Il Dandolo fu designato quale suo successore.

### Il dogado

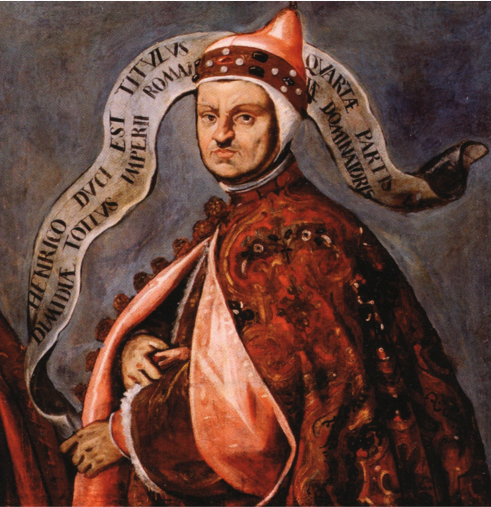
Ritratto del doge Enrico Dandolo nel salone di Palazzo Ducale

Enrico Dandolo giunse al dogato in tarda età, ad oltre ottant'anni, ma avrebbe regnato comandando lo stato con pugno di ferro e saggezza. Già anziano e cieco ma profondamente ambizioso, mostrò un'enorme energia e delle capacità mentali negli undici anni della sua carica da aver portato alcuni storici a ipotizzare che in realtà fosse almeno settantenne e non ottantenne quando divenne il leader di Venezia. Nessuna delle prime cronache e dei testimoni contemporanei fornisce la sua età esatta, menzionando solo che era molto vecchio.
La sua elezione, il 21 giugno 1192, fu ottenuta grazie ad un trucco: a quel tempo si usava che i consiglieri più giovani (comunque in genere abbastanza avanti con gli anni) rifacessero il letto ai consiglieri più anziani quando essi erano segregati per scegliere il nuovo doge, come atto di rispetto. Lui faceva parte dei "giovani" e andò da tutti i consiglieri a chiedere un voto simbolico per lui, che, indegno di ricevere il dogado, avrebbe però voluto ottenere almeno un riconoscimento simbolico. Quando si votò, tanti gli diedero "un unico voto simbolico" che ottenne la maggioranza e divenne doge.
Nella Sala del Maggior Consiglio di Palazzo Ducale il suo ritratto è accompagnato da un cartiglio con una scritta in latino che recita: "Henrico duci est titulus quartae partis et dimidiae totius imperii Romaniae dominatoris. (Il doge Enrico ebbe il titolo di signore della quarta parte e mezza di tutto l'impero di Romania)".

#### Primo periodo: 1192-1202
Uno dei primi decreti di Dandolo come doge, il 16 agosto 1192, fu quello di sfrattare tutti gli stranieri che avevano vissuto a Venezia per meno di due anni. I proprietari erano obbligati a sfrattare qualsiasi di questi stranieri dai loro locali e i cittadini che violavano il decreto dovevano pagare cinquanta lire di multa, mentre i beni degli stranieri venivano sequestrati. Inoltre, ai veneziani non era consentito prestare denaro a questi stranieri, ad eccezione di quelli provenienti dalle zone di Numana o Ragusa, per un periodo superiore ai quindici giorni. Il motivo per cui questo decreto è stato attuato è sconosciuto, ma sembra correlato a un recente aumento di stranieri a Venezia, poiché non ha colpito gli stranieri che vivevano in città da più di due anni.

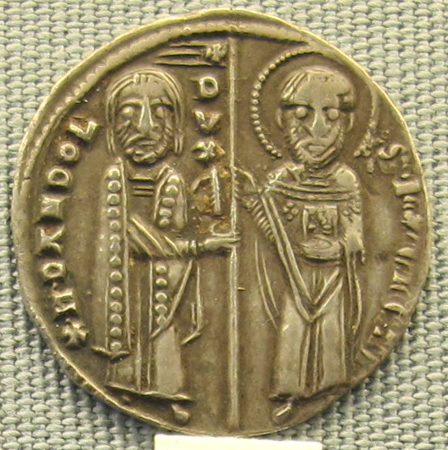
Enrico Dandolo davanti a san Marco su un grosso veneziano.

Da doge, riuscì a concludere accordi con Verona, Treviso, con il patriarcato di Aquileia, con il re d'Armenia e con gl'imperatori d'oriente e d'occidente, permettendo a Venezia di avere mano libera nel riaccendere l'altalenante guerra di Zara, apertasi nel 1183, che negli anni precedenti aveva messo in discussione il predominio veneziano in Dalmazia e nell'Adriatico in favore di un Regno d'Ungheria Croazia e Slavonia guidato dal potente e bizantineggiante sovrano Béla III d'Ungheria. Già sottoposta al dominio marciano, Zara s'era emancipata tramite una riuscita ribellione nel 1183, ponendosi sotto il controllo di Papa Lucio III e Béla III, e la sua indipendenza costituiva per la Serenissima un rischiosissimo precedente. La questione aveva poi connotati addirittura personali per il Dandolo che nel 1187 aveva finanziato la spedizione militare contro Zara indetta dal doge Mastropiero, poi interrotta dall'avvio dei preparativi per la Terza crociata che avevano permesso ai ribelli di ottenere (1188) l'appoggio della Repubblica di Pisa. L'attacco di Dandolo, nel 1193, contro la città ribelle ebbe però solo un discreto successo: riuscì a riprendere il controllo delle isole di Pago, Ossero e Arbe, perse nel 1190 dal Mastropiero, ma null'altro. Nel 1195 i Pisani occuparono Pola, venendone scacciati dai Veneziani che però solo nel 1201 riuscirono ad estrometterli dall'Adriatico, mentre Zara, nonostante la morte di Béla (1196), restava saldamente in mano ungherese.
Mentre imperversava la guerra in Dalmazia, il doge Dandolo varò importanti riforme del sistema monetario veneziano. Prima di queste riforme, la moneta principale di Venezia era il denaro d'argento, che pesava meno di un grammo e andava bene circa un quarto. A causa della svalutazione del denaro d'argento nel 1180 e della costante fluttuazione del valore delle monete di Gerusalemme e Bisanzio, Dandolo instaurò nel 1194 tre denominazioni del denaro: il "bianco" (mezzo denaro), il "quartarolo" (un quarto di denaro) e il "grosso" d'argento (o "Matapan"). Il bianco era una moneta di biglione (contenuto d'argento di circa il 5%) decorata con una croce da un lato e San Marco dall'altro. Il quartarolo non aveva quasi alcun contenuto di metalli preziosi, il che ne fece la prima moneta simbolica europea dai tempi dell'antica Roma. Il grosso veneziano fu la prima moneta d'argento quasi puro e di alto taglio coniata nell'Europa occidentale in oltre cinque secoli. Era decorato con un'immagine di Dandolo e San Marco da un lato e di Gesù Cristo in trono dall'altro, ad imitazione del disegno tipico delle monete bizantine Aspron Trachys. Il grosso alla fine divenne la moneta dominante del commercio mediterraneo.

#### Secondo periodo: 1202 - 1205

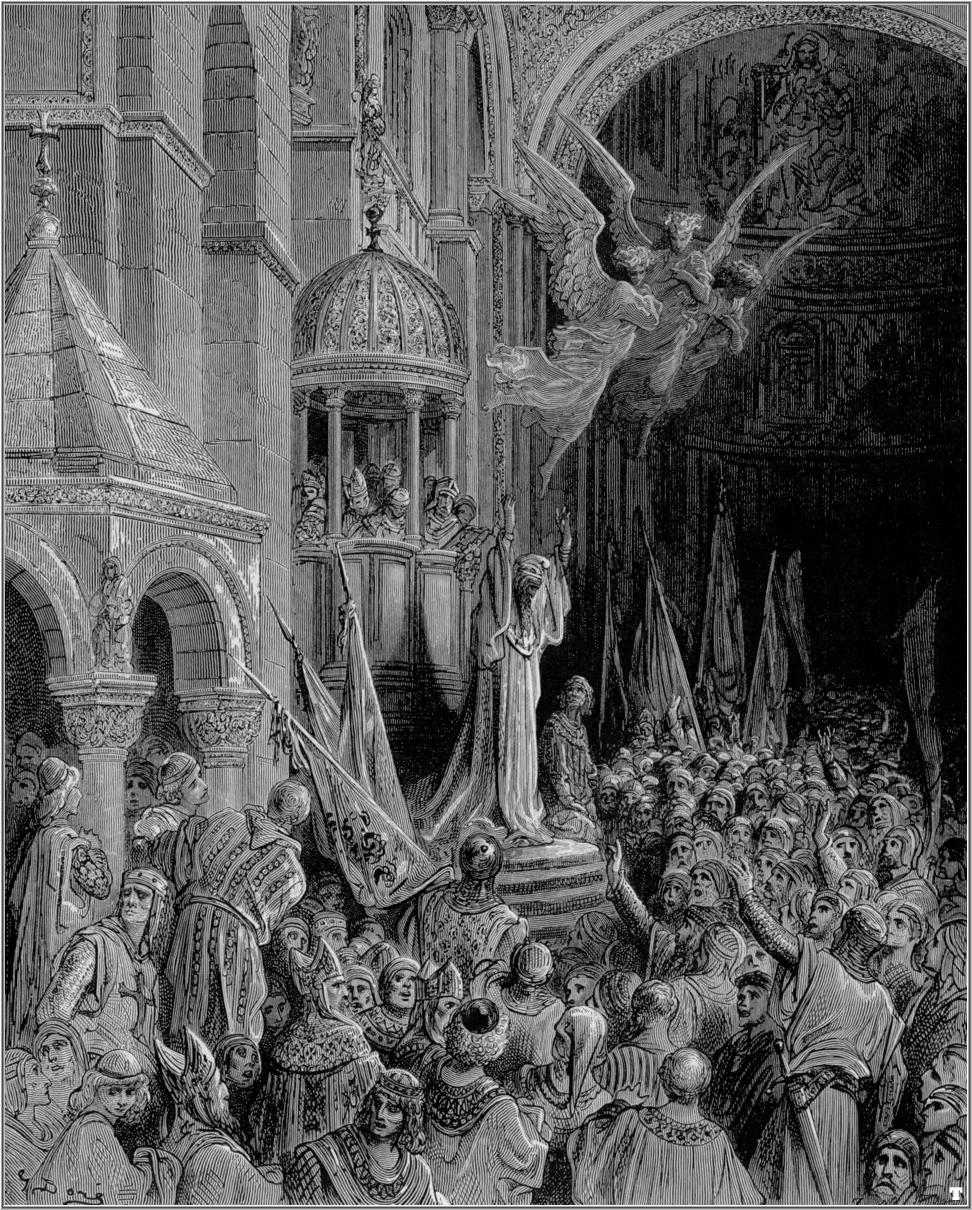
Gustave Doré: Enrico Dandolo predica la crociata.

Attorno al biennio 1201-1202 le condizioni di ostilità che avevano caratterizzato l'Adriatico nel decennio precedente s'erano ormai placate ed il dogato del Dandolo si prospettava ormai in discesa. Eppure nuovi eventi erano giunti a maturazione ed avrebbero coinvolto direttamente Venezia ed il suo anziano doge. Nel 1198 era stato eletto al soglio pontificio Papa Innocenzo III che aveva bandito pochi mesi dopo la Quarta crociata. La spedizione, pur accolta tiepidamente dagli europei, scottati dal fallimento della Terza crociata e privi di un leader trascinante dalla morte di Riccardo Cuor di Leone, aveva preso corpo ed i crociati, memori delle spedizioni precedenti, decisero di prendere la via del mare per raggiungere la loro meta. Dal parlamento dei crociati di Compiègne vennero nominati sei plenipotenziari che dovevano provvedere in merito. Scartate Marsiglia e Genova, non rimaneva che Venezia quale potenza marittima che potesse provvedere tempestivamente ai necessari navigli. Gli inviati crociati, tra i quali il maresciallo Goffredo di Villehardouin, s'erano quindi portati in Laguna al principio del 1201. Il doge Dandolo ascoltò la loro richiesta e rispose di dover consultare innanzitutto le diverse assemblee politiche della Repubblica e, in aprile, venne stipulato il contratto di trasporto e rifornimento: per i loro servizi, i Veneziani fecero accettare ai crociati il pagamento dell'esorbitante cifra di 85000 marche imperiali d'argento. Per quella somma i veneziani avrebbero approntato per la fine di giugno del 1202 navigli bastanti per il trasporto di 4.500 cavalieri con i loro cavalli, 9000 scudieri e 20000 fanti. Le condizioni furono ritenute soddisfacenti dagli ambasciatori francesi e tre giorni dopo vennero ratificate da parte veneziana dal Maggior Consiglio e dall'assemblea popolare, con successiva messa solenne nella basilica di San Marco alla presenza di ben 10000 persone.
I crociati iniziarono a radunarsi a Venezia tra l'aprile e il giugno 1202, più precisamente a San Niccolò sull'isola del Lido; le loro condizioni di vita erano alquanto precarie. In ogni caso la Serenissima aveva rispettato il contratto, le navi erano pronte e i rifornimenti erano disponibili. Il numero dei crociati che avevano risposto all'appello del Papa era molto ridotto e il denaro raccolto non bastava a coprire le spese: mancavano ancora 34000 marche d'argento. Stando così le cose, i Veneziani si rifiutarono di prendere il mare e la soldataglia crociata iniziò ben presto a diventare un problema d'ordine pubblico. Il capo dei crociati, Bonifacio I del Monferrato, si mise allora al tavolo delle trattative con Enrico Dandolo che, politico astuto, decise di farsi pagare rinunciando al denaro pattuito e chiedendo invece i "servigi" guerreschi dei soldati crociati. I crociati accettarono e la flotta partì sotto il comando del doge. Il pagamento convenuto fu la presa di Trieste, Muggia e la riconquista di Zara a beneficio di Venezia.
La flotta crociata lasciò Venezia nella prima settimana di ottobre, dopo un'emozionante e travolgente cerimonia in San Marco di Venezia durante la quale il doge Dandolo prese la croce e promise di vivere o morire con i crociati in cambio del sostegno del suo popolo e dei suoi figli che avrebbero preso il suo posto durante la sua assenza. I Crociati arrivarono a Zara in novembre e le dimensioni della loro flotta ne intimidirono gli abitanti tanto da spingerli quasi alla resa. Dandolo diede loro un ultimatum: lasciare la città o venire uccisi. Ne seguì il caos, poiché papa Innocenzo proibì alla crociata di risolvere questa controversia non correlata alla sua tabella di marcia, soprattutto perché la città era controllata dal re Emerico d'Ungheria, lui stesso un crociato di vecchia data. Infine, Innocenzo minacciò la scomunica a chiunque si fosse opposto agli Zaratini. I crociati attaccarono comunque la città che alla fine cadde il 24 novembre. Tutti i membri veneziani della crociata furono così scomunicati (i crociati francesi avevano inviato un messo al Papa per chiedere perdono) ma Dandolo tenne la cosa segreta poiché sapeva che i suoi avrebbero altrimenti abbandonato la spedizione.

##### L'accordo con Alessio IV

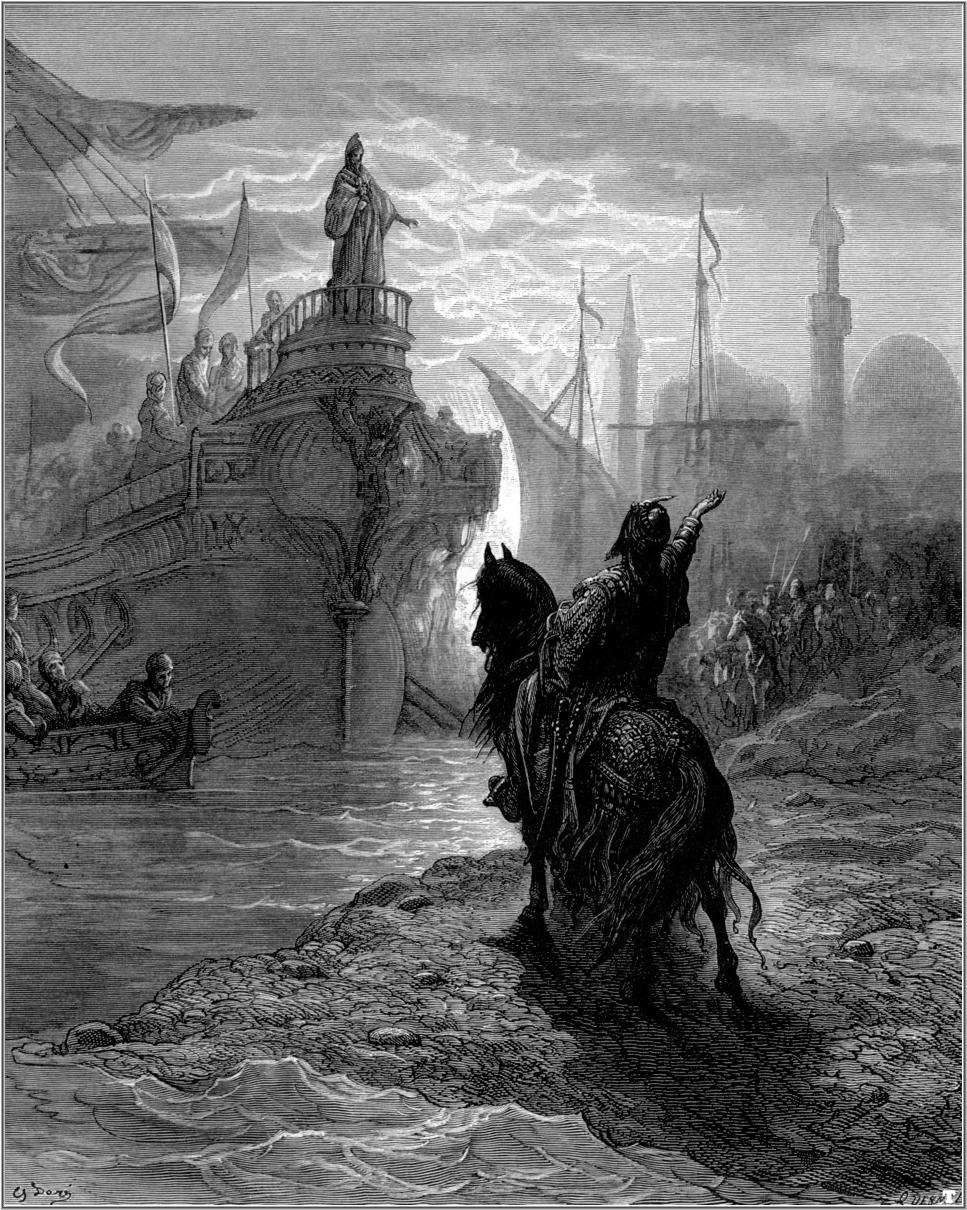
Gustave Doré: Enrico Dandolo parlamenta con Alessio V Dukas, salito al potere dopo la congiura ai danni di Alessio IV Angelo.

Durante il periodo dell'assedio giunse a Zara il deposto principe di Costantinopoli Alessio IV Angelo che promise al gruppo denaro e terre, se l'avessero aiutato a riconquistare il potere. La spedizione cambiò presto "motivazione", trasformandosi da crociata religiosa in mera invasione di mercenari al soldo d'una fazione. Nel 1203 quindi la flotta si diresse a Costantinopoli, con lo scopo ufficiale di reinsediare sul trono l'imperatore spodestato Alessio IV.
Il Papa, insoddisfatto della nuova piega che aveva assunto la situazione, lanciò la scomunica su Venezia, ma era troppo tardi; la città fu presa (17 luglio 1203). I veneziani, guidati da Dandolo, parteciparono all'assalto dal mare conquistando alcune piazzeforti. Così Goffredo di Villehardouin descrisse Dandolo che guidava l'assalto veneziano:
(Goffredo di Villehardouin)
Dopo alcuni convulsi mesi di lotte interne e tradimenti, tutti i precedenti pretendenti imperatori bizantini che lottavano tra di loro furono dichiarati decaduti e l'impero d'oriente fu spartito tra i crociati: a Venezia spettarono un quarto e mezzo (i tre ottavi) dei territori dell'Impero d'Oriente, tra cui Candia (Creta) e molte altre isole dell'Egeo; a Baldovino IX delle Fiandre, importante feudatario francese, spettò invece la corona dei Cesari d'Oriente, non prima che la stessa fosse offerta, tra gli altri, proprio al Dandolo che preferì però rifiutarla.
Durante i primi burrascosi mesi dalla conquista della città, il Dandolo, pur ormai vecchissimo e debilitato dal lungo viaggio via mare, riuscì ad ottenere ampi vantaggi per Venezia, stando sempre attento a non farla coinvolgere troppo nella situazione politica interna dell'ormai decadente impero bizantino. La Serenissima si era infatti accaparrata una parte consistente della zona portuale di Costantinopoli, una parte della costa del Mar di Marmara e la città di Adrianopoli, seppur queste acquisizioni durassero solo fino al crollo dell'impero latino nel 1261, e Dandolo fu il primo Doge ad assumere il titolo di Dominus quartae partis et dimidiae totius Imperii Romaniae (it. "Signore di un quarto e mezzo dell'Impero Romano d'Oriente") che i dogi continueranno a portare fino al 1356.

### La morte

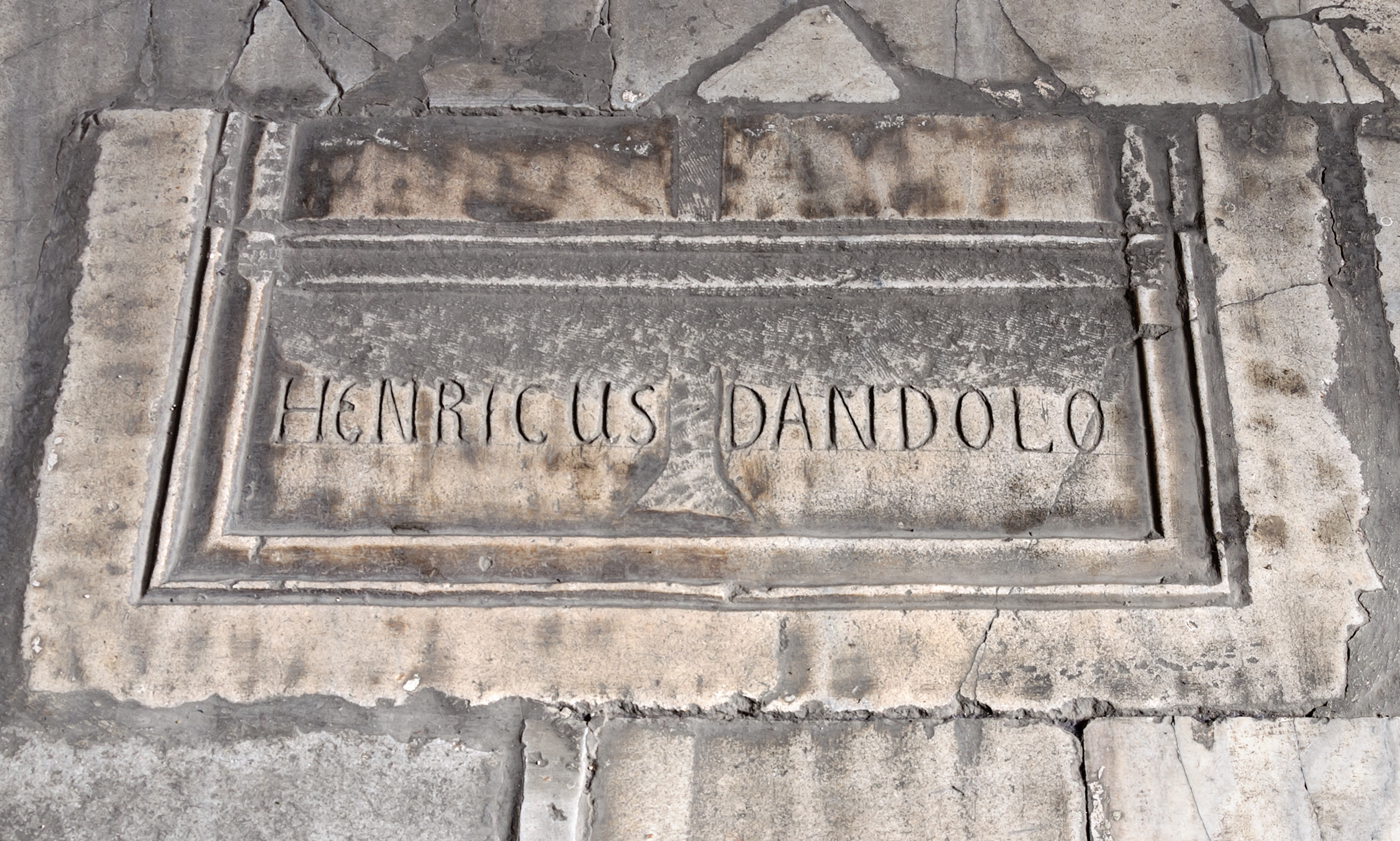
La presunta tomba di Enrico Dandolo a Santa Sofia.

Enrico Dandolo non tornò più a Venezia: rimase a Costantinopoli a combattere i bulgari dello zar Kalojan e i ribelli greci degli esuli basileis Alessio III e Alessio V.
Nel frattempo il doge lavorava per rinforzare le posizioni veneziane in Oriente. Ottenuta la remissione della scomunica pontificia per i fatti di Zara, ottenne la nomina, il 21 febbraio 1205, del veneziano Tommaso Morosini a patriarca latino di Costantinopoli, solennemente consacrato da Papa Innocenzo III nella basilica di San Pietro in Vaticano il 20 marzo successivo e in procinto di avvicinarsi alla propria nuova sede episcopale scortato da una nuova flotta veneziana.
Nonostante i successi ottenuti dal neonato Impero Latino contro i greci, nella battaglia di Adrianopoli del 14 aprile 1205 le forze crociate vennero duramente sconfitte dai Bulgari e lo stesso Baldovino catturato. Il doge prese quindi, assieme a Goffredo di Villehardouin, il comando delle forze in ritirata, riconducendole in salvo a Rodestoc.
Enrico Dandolo morì in maggio 1205 all'età di 98 anni, forse a seguito di necrosi conseguente ad una grave forma di ernia inguinale, e fu sepolto nella galleria del matroneo della basilica di Santa Sofia, tra i posti riservati alla famiglia imperiale: primo e ultimo uomo ad essere sepolto nella grande basilica. Stando alla tradizione, dopo la conquista della città da parte dei turchi nel 1453, la sua tomba fu aperta e le sue ossa furono gettate in pasto ai cani. Nel 1927 il podestà di Venezia, "col pieno consenso di S. E. Mussolini", ebbe l'idea di collocare in S. Sofia una targa commemorativa così concepita: "Venetiarum inclito Duci Henrico Dandolo in hoc mirifico templo sepulto MCCV eius patriae haud immemores cives".

### Esplicative
1. ↑  Il documento notarile che testimonia l'evento indica anche come all'epoca Enrico Dandolo fosse legalmente cieco, non comparendovi la sua firma, ma per lui quella del notaio, fatto insolito per un letterato - Madden 2003
2. ↑   Franco Cardini e Marina Montesano, Storia Medievale, Firenze, Le Monnier, 2006,  p. 237.
«Le terre che gli erano appartenute (all'imperatore Alessio) venivano così divise: per un terzo andavano a Baldovino conte di Fiandra, eletto dai capi crociati imperatore di un nuovo Impero latino di Costantinopoli; per un terzo agli altri nobili crociati; e infine la restante parte ai veneziani, che si appropriavano delle isole greche e degli scali navali più importanti, assicurandosi così il monopolio dei traffici orientali dai quali, in particolare, venivano esclusi i loro odiati avversari genovesi.»

### Bibliografiche
1. ↑  Madden 2003, p. 194.
2. 1 2 3 4 5 6 7  Cracco 1986.
3. ↑   Raines D, Cooptazione, aggregazione e presenza al Maggior Consiglio: le casate del patriziato veneziano, 1297-1797 (PDF), in Storia di Venezia - Rivista, I, 2003,  pp. 2-64, ISSN 1724-7446 (WC · ACNP).
4. ↑  Madden 2003, p. 44.
5. 1 2  Madden 2003, p. 47.
6. ↑  Madden 2003, p. 80.
7. ↑  Madden 2003, pp. 50-52.
8. 1 2   Franco Rossi, Orio Mastropiero, in Dizionario biografico degli italiani, vol. 72, Roma, Istituto dell'Enciclopedia Italiana, 2008. URL consultato il 12 giugno 2013.
9. 1 2  Madden 2003, p. 54.
10. 1 2  Madden 2003, p. 56.
11. 1 2  Madden 1999.
12. ↑  Madden 2003, p. 48.
13. ↑  Madden 2003, p. 87.
14. ↑  Madden 2003, p. 92.
15. ↑  Paolo Mastrandrea -Sebastiano Pedrocco, I Dogi nei ritratti parlanti di Palazzo Ducale a Venezia, Sommacampagna (VR), Cierre Edizioni, 2017, ISBN 978-88-8314-902-3, pp. 62-63.
16. ↑  Madden 2003, pp. 106-107.
17. ↑  Madden 2003, pp. 111-112.
18. 1 2  Madden 2003, p. 112.
19. ↑  Madden 2003, pp. 109-110.
20. ↑  (EN) Alan M. Stahl, The Coinage of Venice in the Age of Enrico Dandolo, in Ellen E. Kittell e Thomas F. Madden (a cura di), Medieval and Renaissance Venice, University of Illinois Press, 1999,  pp. 124-140.
21. ↑  Lane 1978, p. 44.
22. ↑  Madden 2012, pp. 117-125.
23. ↑  Madden 2012, pp. 126-128.
24. ↑  Madden 2012, pp. 129-130.
25. 1 2  Madden 2012, p. 134.
26. ↑  Madden 2012, p. 130.
27. ↑  Madden 2012, p. 135.
28. ↑  Madden 2012, pp. 139-140.
29. ↑  Madden 2012, p. 137.
30. ↑  Madden 2012, p. 139.
31. ↑  Ed. in Lane 1978,  p. 49.
32. ↑  Madden 2012, p. 148.
33. ↑  Madden 2012, p. 147.
34. ↑  Madden 2012, pp. 148-149.
35. ↑  Zorzi 1980, p. 115.

### Fonti
- (GRC) Niceta Coniata, Chronikè diegesis., ed. it.  Niceta Acominato da Conio, Istoria, a cura di Giuseppe Rossi, traduzione di M. Lodovico Dolce, Collana degli antichi storici greci volgarizzati, 2 v., Milano, coi tipi di Paolo Andrea Molina, 1852-1854.
- (FR) Goffredo di Villehardouin, Histoire de la conquête de Constantinople ou Chronique des empereurs Baudouin et Henri de Constantinople, post-1207. ed. it.  Goffredo de Villehardouin, La conquista di Costantinopoli, Milano, Testi e documenti, 2008  [1938], ISBN 978-88-7710-729-9.
- (LA) H. Simonsfeld (a cura di), Historia Ducum Veneticorum, Monumenta Germaniae Historica, Scriptores, XIV, Hannover, 1883,  pp. 90 ss..
- (LA) Ester Pastorello (a cura di), Andreae Danduli ducis venetiarum Chronica per extensum descripta : aa. 46-1280 d.C., Rerum Italicarum scriptores, XII, Bologna, 1939.

### Studi
In italiano
- Giorgio Cracco, DANDOLO, Enrico, in Dizionario biografico degli italiani, vol. 32, Roma, Istituto dell'Enciclopedia Italiana, 1986.
- Frederic C. Lane, Storia di Venezia, Torino, Einaudi, 1978.
- Alvise Zorzi, La Repubblica del Leone, 2. ed., Rusconi, 1980.

In altre lingue
- (EN) Thomas F Madden, Venice: A New History, New York, Viking Press, 2012.
- (EN) Thomas F. Madden, Doge di Venezia. Enrico Dandolo e la nascita di un impero sul mare, Bruno Mondadori, 2009, ISBN 88-6159-291-0.
- (EN) Thomas F. Madden, Enrico Dandolo and the Rise of Venice, JHU Press, 2003, ISBN 0-8018-8539-6.
- (EN) Thomas F Madden, Venice’s Hostage Crisis: Diplomatic Efforts to Secure Peace with Byzantium between 1171 and 1184, in Ellen E. Kittell e Thomas F. Madden (a cura di), Medieval and Renaissance Venice, University of Illinois Press, 1999.
- (EN) Thomas F Madden, Venice and Constantinople in 1171 and 1172: Enrico Dandolo's Attitude towards Byzantium, in Mediterranean Historical Review, vol. 8, 1993,  pp. 166–185 doi:10.1080/09518969308569655.

- Claudio Rendina, I dogi, storia e segreti, Roma, Newton & Cmpton Editori, 1984. ISBN 88-8289-656-0, pp. 134-140.